# マンガノセン
マンガノセン(Manganocene)またはビス(シクロペンタジエニル)マンガン(II)(Bis(cyclopentadienyl)manganese(II))は、有機マンガン化合物で、化学式は[Mn(C5H5)2]nである。サーモクロミズムを持つ固体で、空気中で急速に分解する。用途はほとんどないが、イオン性を持つメタロセンの例としてしばしば挙げられる
。

## 合成と構造
他のメタロセンと同様、塩化マンガン(II)とシクロオクタテトラエニドナトリウムの反応により形成される。
MnCl2  +  2 CpNa   →   Cp2Mn  +  2 NaCl
159℃以下の固体状態では、全てのマンガン原子が3つのシクロペンタジエニル錯体と配位し、そのうち2つが架橋してポリマー構造を形成する。159℃以上では、固体の色が琥珀色からピンク色に変化し、ポリマーは、通常のサンドイッチ化合物に変わる。

## 反応
マンガノセンの持つイオン性のため、同じ列の他の遷移金属のメタロセンと比べて、特異なパターンの反応性を持つ。反応速度的に不安定で、水や塩酸により急速に加水分解して、2つか4つの電子を持つルイス塩基と付加物を形成する。
マンガノセンは、共触媒としてメチルアルミノキサンまたは塩化ジエチルアルミニウムの存在下で、エチレンを高分子量直線形ポリエチレンに重合する。一方、プロピレンは重合しない。